# Heterosperma
 Heterosperma   Cav., 1795 è un genere di piante angiosperme dicotiledoni della famiglia delle Asteraceae, sottofamiglia Asteroideae, tribù Coreopsideae e sottotribù Coreopsidinae.

## Etimologia
Il nome del genere deriva da due parole greche "heteros" (= differente) e "sperma" (= seme) e fa probabilmente riferimento al dimorfismo tra gli acheni esterni e interni.
Il nome scientifico del genere è stato definito dal botanico Antonio José Cavanilles (1745-1804) nella pubblicazione " Icones et Descriptiones Plantarum, quae aut sponte . . ." (  Icon. [Cavanilles] 3: 34) del 1795.

## Descrizione

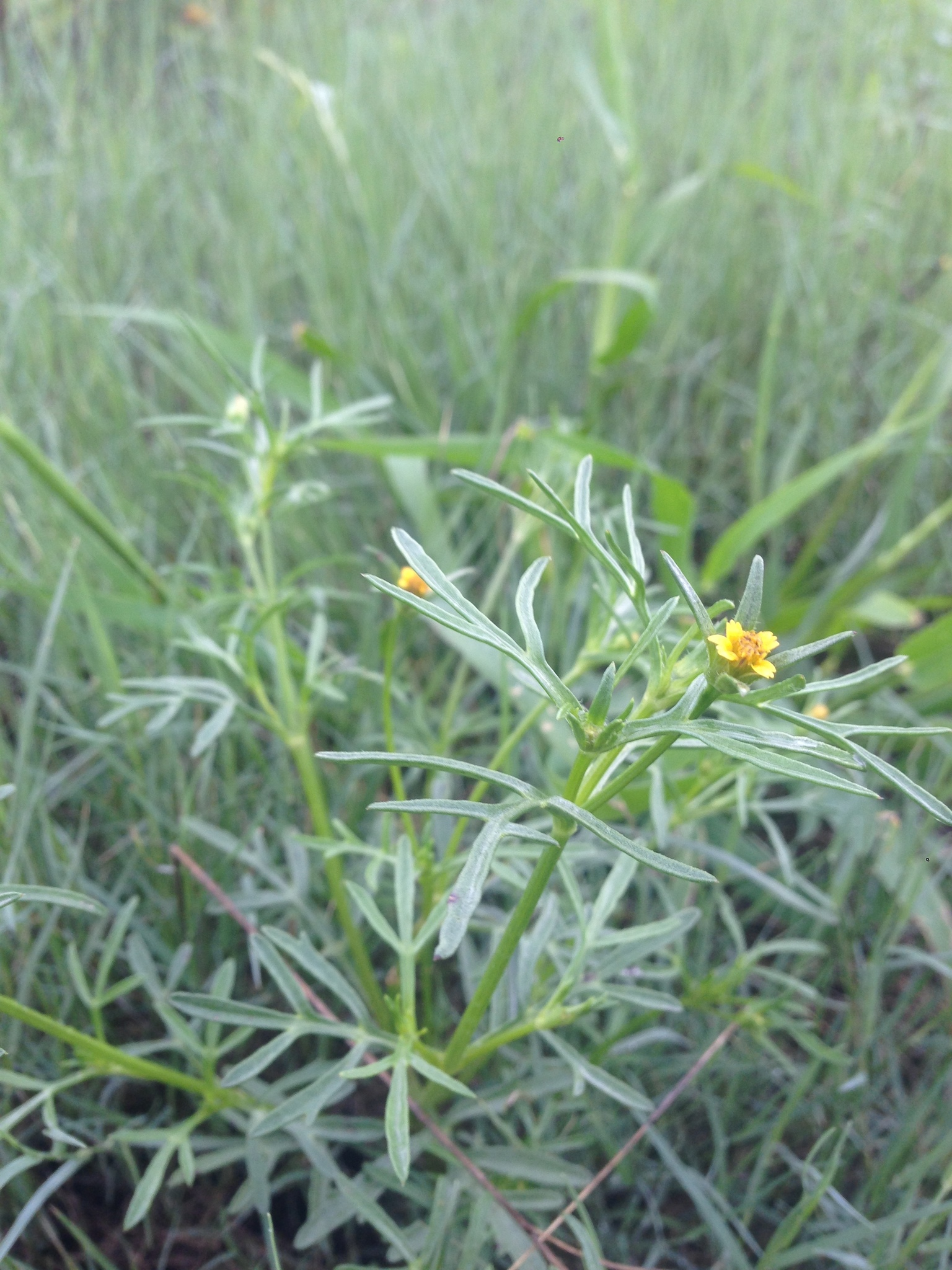
Il portamento
Heterosperma pinnatum

Portamento. L'habitus delle piante di questo genere è erbaceo, raramente è arbustivo. Il ciclo biologico è annuale o perenne.
Fusto. La parte aerea in genere è eretta, semplice o ramosa. La parte ipogea del fusto può essere rizomatosa o con radici fittonanti. Altezza media: da 10 a 40 cm.
Foglie. Le foglie lungo il caule sono disposte in modo opposto. Le foglie sono sessili o picciolate. Il tipo di lamina può essere intera o composta (1-2- pennatifida con segmenti lineari). I margini sono interi o dentati. Le superfici sono glabre o pelose
Infiorescenza. Le sinflorescenze sono formate da capolini terminali e solitari sottesi da 3-5 brattee erbacee lineari o filiformi. Le infiorescenze vere e proprie sono composte da un capolino peduncolato di tipo radiato. I capolini sono formati da un involucro, con forme da cilindriche a emisferiche o campanulate, composto da 3-5 brattee al cui interno un ricettacolo fa da base ai fiori di due tipi: fiori del raggio e fiori del disco. Le brattee sono persistenti, sono dimorfe e hanno dimensioni scalate e sono disposte su 2 serie distinte. Quelle esterne sono erbacee e lineari, quelle più interne variano da membranose a cartacee e con forme ovate. I margini delle brattee possono essere scariosi. I ricettacoli, strutture alla base dei fiori, sono piani o convessi e sono provvisti di pagliette a protezione dei fiori stessi. Diametro degli involucri: 2-5 mm.
Fiori.  I fiori sono tetra-ciclici (formati cioè da 4 verticilli: calice – corolla – androceo – gineceo) e pentameri (calice e corolla formati da 5 elementi). Si distinguono in:
- fiori del raggio (esterni): (da 1 a 3) sono femminili, fertili e sono disposti su una o più serie; la forma è ligulata (zigomorfa);
- fiori del disco (centrali):(da 3 a 10) hanno forme brevemente tubulose (attinomorfe); sono ermafroditi.

- Formula fiorale:

*/x K {\displaystyle \infty }, [C (5), A (5)], G 2 (infero), achenio 
- Calice: i sepali del calice sono ridotti ad una coroncina di squame.

- Corolla:

- fiori del raggio: la forma della corolla alla base è più o meno tubulosa-imbutiforme, mentre all'apice è ligulata; sono colorate di giallo-arancio; le ligule sono trilobate;
- fiori del disco: la forma è tubulare bruscamente divaricata in 5 lobi; i lobi, patenti o eretti, hanno una forma deltata o più o meno lanceolata; il tubo è breve o di lunghezza uguale alla gola; il colore è giallo intenso o arancio.

- Androceo: l'androceo è formato da 5 stami sorretti da filamenti generalmente liberi; gli stami sono connati e formano un manicotto circondante lo stilo.[11] Le appendici delle antere hanno delle forme da deltate a ovate. Sono presenti dei prominenti canali resinosi. Il polline è sferico con un diametro medio di circa 25 micron;  è tricolporato (con tre aperture sia di tipo a fessura che tipo isodiametrica o poro) ed è echinato (con punte sporgenti).

- Gineceo: l'ovario è infero uniloculare formato da 2 carpelli.[11] I bracci dello stilo (gli stigmi) sono provvisti di apici deltati a volte papillosi.

Frutti. I frutti sono degli acheni con pappo. Gli acheni sono dimorfi: quelli dei fiori del raggio sono diversi da quelli dei fori del disco; ob-compressi, ellissoidi o obovoidi e alati i primi, più affusolati con becchi i secondi. Il pappo è persistente ed è formato da 2-4 barbe o reste oppure è assente.

## Biologia
Impollinazione: l'impollinazione avviene tramite insetti (impollinazione entomogama tramite farfalle diurne e notturne).

Riproduzione: la fecondazione avviene fondamentalmente tramite l'impollinazione dei fiori (vedi sopra).

Dispersione: i semi (gli acheni) cadendo a terra sono successivamente dispersi soprattutto da insetti tipo formiche (disseminazione mirmecoria). In questo tipo di piante avviene anche un altro tipo di dispersione: zoocoria. Infatti gli uncini delle brattee dell'involucro (se presenti) si agganciano ai peli degli animali di passaggio disperdendo così anche su lunghe distanze i semi della pianta. Inoltre per merito del pappo (se presente) il vento può trasportare i semi anche a distanza di alcuni chilometri (disseminazione anemocora).

## Distribuzione e habitat
Le specie di questo genere sono distribuite in America (aree calde).

## Sistematica
La famiglia di appartenenza di questa voce (Asteraceae o Compositae, nomen conservandum) probabilmente originaria del Sud America, è la più numerosa del mondo vegetale, comprende oltre 23.000 specie distribuite su 1.535 generi, oppure 22.750 specie e 1.530 generi secondo altre fonti (una delle checklist più aggiornata elenca fino a 1.679 generi). La famiglia attualmente (2021) è divisa in 16 sottofamiglie; la sottofamiglia Asteroideae è una di queste e rappresenta l'evoluzione più recente di tutta la famiglia.

### Filogenesi
Il gruppo di questa voce è descritto nella sottotribù Coreopsidinae caratterizzata da capolini sotteso da una (o più) brattee fogliacee, da foglie con una disposizione opposta e da bracci dello stilo più corti dell'area stigmatica.
Nell'ambito della sottotribù  Heterosperma , da un punto di vista filogenetico, occupa una posizione abbastanza centrale e vicino al genere Cosmos .
I caratteri distintivi del genere sono:
- il portamento è erbaceo perenne o annuo;
- gli acheni e le brattee dell'involucro sono dimorfici.

Il numero cromosomico delle specie di questa voce è: 2n = 22, 24 e 26.

### Elenco delle specie
Questo genere ha 11 specie:
- Heterosperma achaetum S.F.Blake
- Heterosperma diversifolium  Kunth
- Heterosperma ferreyrae  H.Rob.
- Heterosperma mexicanum  (A.Gray) Lizarazu & S.E.Freire
- Heterosperma nanum  (Nutt.) Sherff
- Heterosperma ovale  S.F.Blake
- Heterosperma ovatifolium  Cav.
- Heterosperma pinnatum  Cav.
- Heterosperma spathulatum  S.F.Blake
- Heterosperma tenuisectum (Griseb.) Cabrera
- Heterosperma trilobum  S.F.Blake

### Sinonimi
Sono elencati alcuni sinonimi per questa entità:
- Microdonta Nutt.